# 霊魔の街
『霊魔の街』（れいまのまち）は、2017年8月19日から同年9月23日まで、新潟テレビ21で全6話が放送された日本のテレビドラマである。

## 概要
新潟テレビ21初となる自社製作シリーズドラマとして、長谷川圭一のオリジナル脚本を八木毅が全話とも演出し、山田愛奈や都丸紗也華などが出演する特撮ホラードラマである。撮影はオール新潟ロケで五泉市を中心に行われた。
長谷川は、当初のシノプシスは『世にも奇妙な物語』的な短編オムニバスで開始し、そこに霊魔を倒す霊魔ハンターを主役にして各話を一本につなげようというアイデアが加わり、「鬼崎陣」という霊魔ハンターの設定が生まれたが、最終的に霊魔の影が蠢く新潟という地に初めて足を踏み入れる一般人（女性）を語り部的に登場させようというアイデアが足されて今の形にまとまった、と語っている。また、長谷川は自身のツイッターで本作はある意味、もう一つの『ウルトラマンネクサス』であり、もう一つの『ULTRASEVEN X』でもあり、そして子供の頃に大きなトラウマを受けた『怪奇大作戦』や『恐怖劇場アンバランス』に連なる円谷怪奇作品のテイストを受け継いだ作品、とも語っている。

## キャスト
- 山田愛奈 - 榊里桜
- 都丸紗也華 - 榊舞桜
- 脇崎智史 - 鬼崎陣
- 出川紗織 - 夜見御前
- 加藤厚成 - 野々宮一矢
- 伴杏里
- みかん - 沼田広美（第1・3話）
- 甘夏ゆず - 水原詩織（第5話）
- 平辻朝子 - ナレーター

## スタッフ
- 脚本：長谷川圭一
- 監督：八木毅
- 音楽：蓜島邦明、まついえつこ
- 撮影：百瀬修司
- 照明：太田 博
- 録音：西岡正己
- 助監督：菊地雄一、おかひでき
- ヘアメイク：鎌田英子、樋口奈美
- 衣装デザイン：音井のの
- 造形：土肥良成
- 合成：荒木憲司
- デジタルデザイン：大久保一光（BAD TASTE）
- スタント：和田三四郎、相木隆行
- 特別協力：五泉市、国際映像メディア専門学校、SUNNY&RAINY
- プロデューサー：嶋田豪、高瀬博行、山本宗介
- ラインプロデューサー：姫田伸也、伊藤良一
- 製作者：岩佐陽一（BAD TASTE）、今井大介（新潟テレビ21）、黒瀬健太郎（ポニーキャニオン）
- 制作プロダクション：アイエス・フィールド
- 製作：霊魔の街製作委員会(新潟テレビ21、BAD TASTE、ポニーキャニオン)

## 放送局
| 放送期間                  | 放送時間     | 放送局         | 対象地域   | 備考   |
| ------------------------- | ------------ | -------------- | ---------- | ------ |
| 2017年8月19日 - 9月23日   | 毎週土曜深夜 | 新潟テレビ21   | 新潟県     | 制作局 |
| 2017年11月25日 - 12月30日 |              | 山形テレビ     | 山形県     |        |
| 2017年12月28日 - 12月30日 | 3日連続深夜  | 愛媛朝日テレビ | 愛媛県     |        |
| 2017年12月26日 - 12月29日 | 4日連続深夜  | 福島放送       | 福島県     |        |
| 2018年2月6日 - 3月13日    | 毎週火曜深夜 | 長野朝日放送   | 長野県     |        |
| 2018年3月10日 - 4月14日   | 毎週土曜深夜 | 北陸朝日放送   | 石川県     |        |
| 2018年4月5日 - 5月10日    | 毎週木曜深夜 | メ〜テレ       | 中京広域圏 |        |
| 2018年7月4日 - 8月8日     | 毎週水曜深夜 | 京都放送       | 京都府     |        |
| 2018年9月1日 - 10月6日    | 毎週土曜深夜 | 東日本放送     | 宮城県     |        |

## DVD
2017年11月2日にポニーキャニオンより全6話を収録したDVDが発売された。